# Солвей (Міннесота)
Солвей (англ. Solway) — місто (англ. city) в США, в окрузі Белтремі штату Міннесота. Населення — 73 особи (2020).

## Географія
Солвей розташований за координатами 47°31′16″ пн. ш. 95°7′49″ зх. д. / 47.52111° пн. ш. 95.13028° зх. д. (47.521015, -95.130194).  За даними Бюро перепису населення США в 2010 році місто мало площу 2,66 км², уся площа — суходіл.

## Демографія
Згідно з переписом 2010 року, у місті мешкало 96 осіб у 32 домогосподарствах у складі 26 родин. Густота населення становила 36 осіб/км².  Було 33 помешкання (12/км²).
Расовий склад населення:
| - 96,9 % — білих |

До двох чи більше рас належало 3,1 %. Частка іспаномовних становила 0,0 % від усіх жителів.
За віковим діапазоном населення розподілялося таким чином: 33,3 % — особи молодші 18 років, 53,2 % — особи у віці 18—64 років, 13,5 % — особи у віці 65 років та старші. Медіана віку мешканця становила 35,0 року. На 100 осіб жіночої статі у місті припадало 95,9 чоловіків;  на 100 жінок у віці від 18 років та старших — 120,7 чоловіків також старших 18 років.
Середній дохід на одне домашнє господарство  становив 52 454 долари США (медіана — 43 125), а середній дохід на одну сім'ю — 53 509 доларів (медіана — 45 625). За межею бідності перебувало 5,2 % осіб, у тому числі 2,9 % дітей у віці до 18 років та 7,7 % осіб у віці 65 років та старших.
Цивільне працевлаштоване населення становило 51 осіб. Основні галузі зайнятості: освіта, охорона здоров'я та соціальна допомога — 29,4 %, транспорт — 19,6 %, роздрібна торгівля — 11,8 %, будівництво — 11,8 %.